# دهستان مرگور
مرگور (به کردی: مه‌ڕگه‌وه‌ڕ) نام دهستانی است از بخش سیلوانه در ایران شمالی قدیم(۸۰۵۰ سال ق. م) در شهرستان ارومیه از استان آذربایجان غربی کشور ایران که در ۵۵–۲۰کیلومتری جنوبِ غربی ارومیه و در امتداد جاده بند قرار دارد. مرگور منطقه‌ای مرزی و سرسبز است و ساکنان آن را کردهای کرمانجی از ایل هرکی و ایلات شکاک، برادوست، دوسکی و سورچی تشکیل می‌دهند. زبان گفتاری مردم این منطقه گویش کرمانجی است که یکی از گویش‌های کردی به‌شمار می‌رود. دین کردهای منطقه دین اسلام از شاخه سنی شافعی است. 

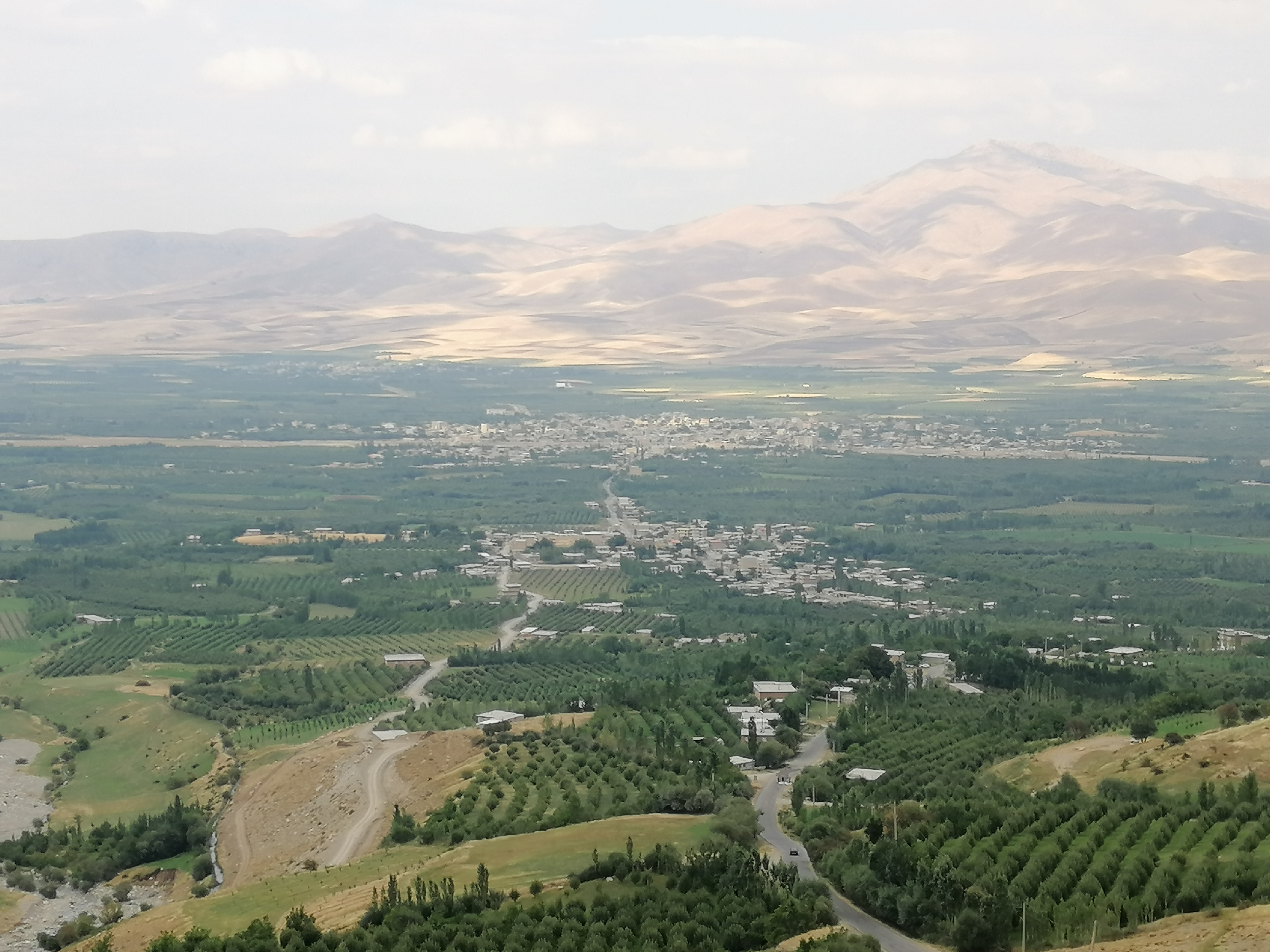
تصویری از مرگور

از سکونتگاه‌های این منطقه می‌توان شهرک دیزج و زیوه و روستاهای ژاراژی، براسب، باوان، چریک آباد، برازان، حلج و… را نام برد که شمار روستاهای آن به ۵۰ می‌رسد که بزرگ‌ترین و پرجمعیت‌ترین روستای آن دیزج مرگور می‌باشد که در این روستا یکشنبه بازار محلی از حدود ۶۰ سال پیش به اجرا در می‌آید و جمعیت این دهستان حدود ۷۵۰۰۰نفر می‌باشد.
از کوه‌های منطقه می‌توان بز سینا، دالانپر، آز و کوه زرد را نام برد.

## آب و هوا
آب و هوای خنک که حتی در تابستان هم شب‌ها آدم احتیاج به لحاف و پتو برای خوابیدن پیدا می‌کند، درهٔ بنار واقع در روستای سوسن آباد آبشار زیبای سوله دوکل، جنگلهای رل باوان، روستای پلکانی کچله، گذر زیبای رودخانه از کنار تپه‌های هاشم‌آباد، چشمه‌های آب گرم هفت‌آباد، روستاهای بسیار زیبا و ییلاقی نوی، چریک‌آباد، گسیان و ژاراژی بهمراه باغات سیب و انواع میوه‌های تابستانی و شالیزارهای برنج از جاذبه‌های گردشگری این منطقه می‌باشند.
گاهنامه‌ای نیز به نام پیام مرگور وجود دارد.

## رویدادهای تاریخی
- حدود ۱۸۸۰ ایل‌های مامش و منگور با همکاری ایل هرکی به یاری شیخ عبیدالله نهری به قیام شیخ عبیدالله دست زدند.
- در فوریه ۱۹۰۶ سربازان ترک عثمانی با همدستی شیخ محمدصادق وارد مرگور شدند.
- در ۱۹۱۴ منطقه مرگور به همراه ترگور و شمزینان (در کردستان ترکیه) جزو اسقف‌نشین مطران یوسف خنانیشو آشوری شد.
- دههٔ ۱۹۴۰، ملا مصطفی بارزانی در حین سفر به شوروی به همراه گروه خود از مرگور گذشت.

## مکان‌های توریستی و دیدنی
- جنگل‌های مرگور
- دریاچه مامه شیخ دالانپر (بخش سیلوانه)
- مزار حضرت جدریث پیغمبر در ملاباستک
- چشمه‌های بزرگ روستای «حلج» که علاوه بر زمینهای این روستا مزارع روستاهای هاشم‌آباد و دوکانا وسه گرکان را نیز سیراب می‌کند
- زیارت گاه شیخ بایزید واقع درروستای نرگی
- درخت‌های گردو وسرسبزی روستای خوراسب
- چشمه‌های آب گرم روستای هفت آباد
- تپه باستانی روستای نرگی
- کوه میرملک روستای نرگی
- چشمه کانی بطال روستای نرگی
- بز سینا
- دره ربط
- دره بینار
- میرگه زیارت